# Darrell Anderson
Darrell Anderson, né en 1970 aux États-Unis, est un ancien joueur de basket-ball professionnel américain. Il mesure 2,03 m.

## Biographie
Sorti de l'université d'Auburn à Montgomery en 1994 (14,1 points par match en trois saisons), il signe pour le club de Venise pour la saison 1994-1995 pour des statistiques de 12,8 points et 11,1 rebonds par match. Fin 1995, il signe pour une pige de trois matchs (12,3 points et 5 rebonds par match) avec Chalon-sur-Saône. Il évolue plus tard pour les clubs de Askatuak San Sebastien (Espagne), Debrecen (Hongrie), Atenas de Cordoba (Championnat d'Argentine de basket-ball : première division, où il joue avec Fabricio Oberto et remporte le championnat lors de la saison 1997-1998) et Podeprom-Ejido CB (Espagne) .

## Université
- 1991 - 1994 :  Université d'Auburn de Montgomery (NIAI)

## Clubs
- 1994 - 1995 :  Venise (A2)

- 1995 - fin 1995 :  Chalon-sur-Saône (Pro B)

- ???? - ???? :  Askatuak San Sebastien

- ???? - ???? :  Debrecen

- ???? - ???? :  Atenas de Cordoba (1er division)

- 2001 - 2002 :  Podeprom-Ejido CB

## Palmarès
- Vainqueur du Championnat d'Argentine de basket-ball 1997-1998